# Andrena pastellensis
Andrena pastellensis är en biart som beskrevs av Schwenninger 2007. Andrena pastellensis ingår i släktet sandbin, och familjen grävbin. Inga underarter finns listade i Catalogue of Life.